# Grammy Award alla miglior interpretazione vocale pop maschile
Il Grammy Award alla miglior interpretazione vocale maschile (Grammy Award for Best Male Pop Vocal Performance) è un premio dei Grammy Award conferito dalla National Academy of Recording Arts and Sciences per la qualità della miglior registrazione pop vocale maschile.
Il premio è stato conferito dal 1966 al 2011. Dal 2012 è stato accorpato alla categoria miglior interpretazione pop solista.

## Vincitori e candidati

### Anni 1950
- 1959
  - Perry Como - Catch a Falling Star
  - Frank Sinatra - Come Fly With Me
  - Andy Williams - The Hawaiian Wedding Song
  - Domenico Modugno - Nel Blu Dipinto di Blu (Volare)
  - Frank Sinatra - Witchcraft

### Anni 1960
- 1960

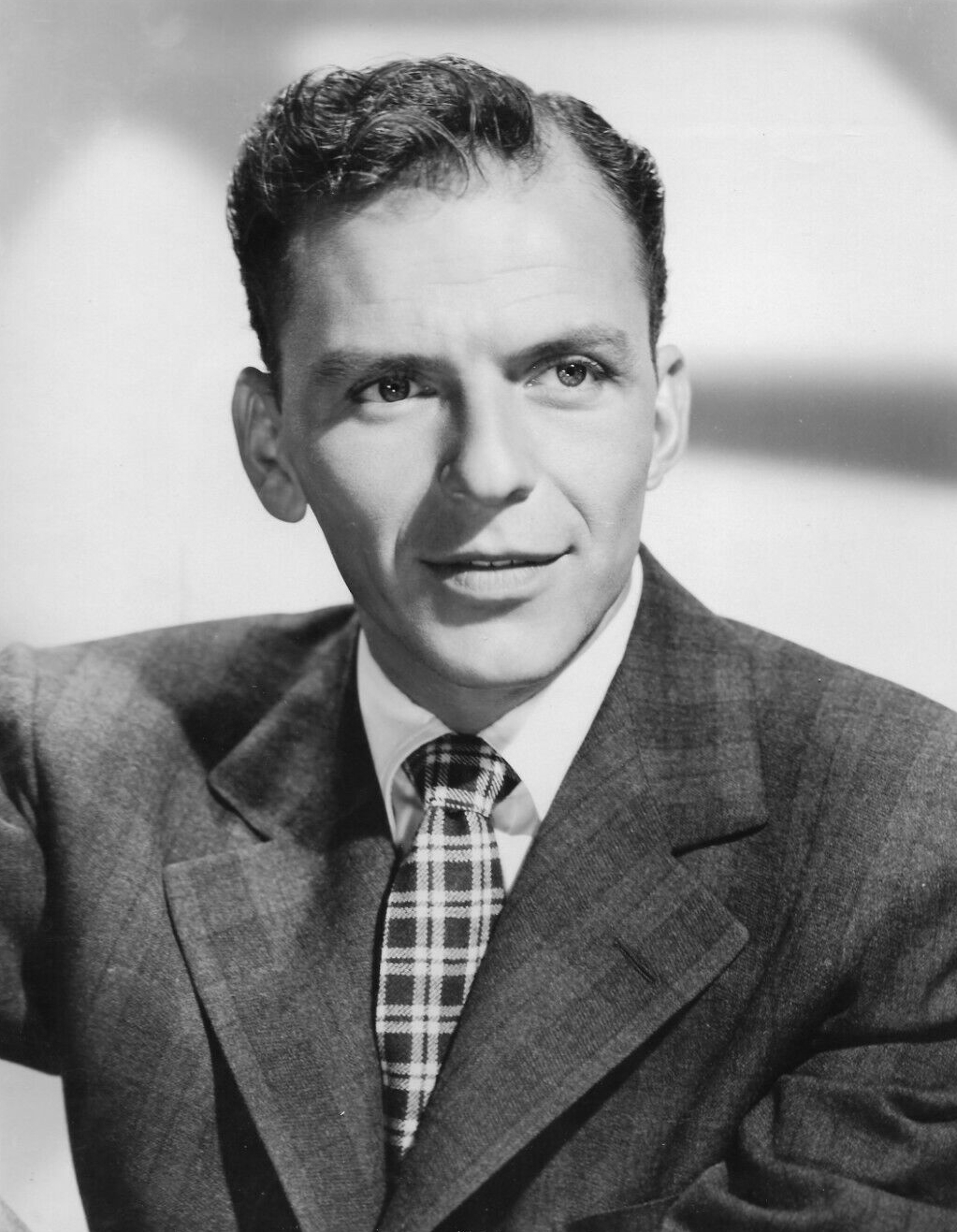
Frank Sinatra ha vinto, in questa categoria, 3 premi su 8 candidature

  - Frank Sinatra - Come Dance with Me!
  - Harry Belafonte - Belafonte at Carnegie Hall
  - Robert Merrill - An Evening with Lerner and Loewe
  - Jesse Belvin - Guess Who
  - Bobby Darin - Mack the Knife
- 1961 - Singolo
  - Ray Charles - Georgia on My Mind
  - Elvis Presley - Are You Lonesome Tonight?
  - Jim Reeves - He'll Have to Go
  - Johnny Mathis - Misty
  - Frank Sinatra - Nice 'n' Easy
- 1961 - Album
  - Ray Charles - The Genius of Ray Charles
  - Harry Belafonte - Belafonte Returns to Carnegie Hall
  - Elvis Presley - G.I. Blues
  - Frank Sinatra - Nice 'n' Easy
  - Nat King Cole - Wild Is Love
- 1962
  - Jack Jones - Lollipops and Roses
  - Jimmy Dean - Big Bad John
  - Andy Williams - Danny Boy
  - Burl Ives - A Little Bitty Tear
  - Steve Lawrence - Portrait of My Love
- 1963
  - Tony Bennett - I Left My Heart in San Francisco
  - Mel Tormé - Comin' Home Baby!
  - Ray Charles - I Can't Stop Loving You
  - Anthony Newley - What Kind of Fool Am I?
  - Sammy Davis Jr. - What Kind of Fool Am I and Other Show-Stoppers
- 1964
  - Jack Jones - Wives and Lovers
  - Ray Charles - Busted
  - John Gary - Catch a Rising Star
  - Andy Williams - Days of Wine and Roses
  - Tony Bennett - I Wanna Be Around...
- 1965
  - Louis Armstrong - Hello, Dolly!
  - Andy Williams - Call Me Irresponsible
  - Dean Martin - Everybody Loves Somebody (The Hit Version)
  - João Gilberto - Getz/Gilberto
  - Tony Bennett - Who Can I Turn To?
- 1966
  - Frank Sinatra - It Was a Very Good Year
  - Glenn Yarbrough - Baby the Rain Must Fall
  - Roger Miller - King Of The Road
  - Tony Bennett - The Shadow of Your Smile
  - Paul McCartney - Yesterday
- 1967
  - Frank Sinatra - Strangers in the Night
  - David Houston - Almost Persuaded
  - Jim Reeves - Distant Drums
  - Paul McCartney - Eleanor Rigby
  - Jack Jones - The Impossible Dream
- 1968
  - Glen Campbell - By the Time I Get to Phoenix
  - Frankie Valli - Can't Take My Eyes Off You
  - Frank Sinatra - Francis Albert Sinatra & Antonio Carlos Jobim
  - Ed Ames - My Cup Runneth Over
  - Ray Charles - Yesterday
- 1969
  - José Feliciano - Light My Fire
  - Bobby Goldsboro - Honey
  - O.C. Smith - Little Green Apples
  - Richard Harris - MacArthur Park
  - Glen Campbell - Wichita Lineman

### Anni 1970
- 1970

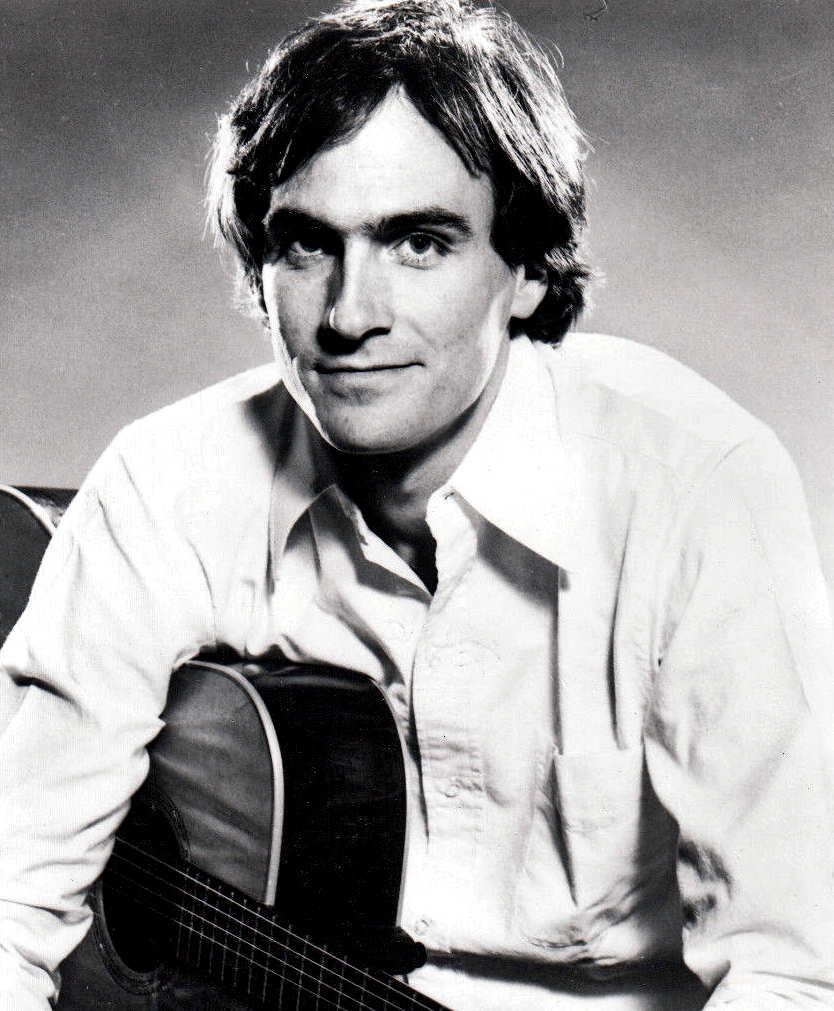
James Taylor ha vinto 3 volte in questa categoria

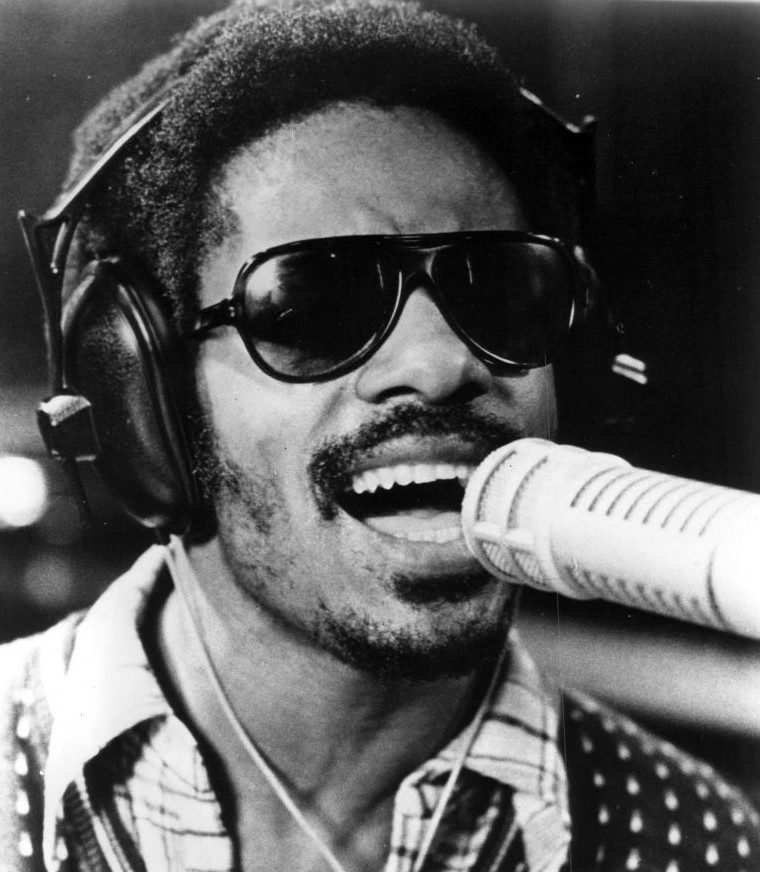
Stevie Wonder ha vinto 4 premi in questa categoria

  - Harry Nilsson - Everybody's Talkin'
  - Joe South - Games People Play
  - Ray Stevens - Gitarzan
  - Frank Sinatra - My Way
  - B.J. Thomas - Raindrops Keep Fallin' on My Head
- 1971
  - Ray Stevens - Everything Is Beautiful
  - Elton John - Elton John
  - Joe Cocker - Mad Dogs & Englishmen
  - Brook Benton - Rainy Night in Georgia
  - James Taylor - Sweet Baby James
- 1972
  - James Taylor - You've Got a Friend
  - Bill Withers - Ain't No Sunshine
  - Neil Diamond - I Am... I Said
  - Gordon Lightfoot - If You Could Read My Mind
  - Perry Como - It's Impossible
- 1973
  - Harry Nilsson - Without You
  - Gilbert O'Sullivan - Alone Again (Naturally)
  - Don McLean - American Pie
  - Mac Davis - Baby, Don't Get Hooked on Me
  - Sammy Davis, Jr. - The Candy Man
- 1974
  - Stevie Wonder - You Are the Sunshine of My Life
  - Perry Como - And I Love You So
  - Jim Croce - Bad, Bad Leroy Brown
  - Elton John - Daniel
  - Paul Simon - There Goes Rhymin' Simon
- 1975
  - Stevie Wonder - Fulfillingness' First Finale
  - Harry Chapin - Cat's in the Cradle
  - Elton John - Don't Let the Sun Go Down on Me
  - Billy Preston - Nothing From Nothing
  - Dave Loggins - Please Come to Boston
- 1976
  - Paul Simon - Still Crazy After All These Years
  - Neil Sedaka - Bad Blood
  - Elton John - Captain Fantastic and the Brown Dirt Cowboy
  - Morris Albert - Feelings
  - Glen Campbell - Rhinestone Cowboy
- 1977
  - Stevie Wonder - Songs in the Key of Life
  - Boz Scaggs - Silk Degrees
  - George Benson - This Masquerade
  - Gordon Lightfoot - The Wreck of the Edmund Fitzgerald
  - Lou Rawls - You'll Never Find Another Love Like Mine
- 1978
  - James Taylor - Handy Man
  - Engelbert Humperdinck - After the Lovin'
  - Andy Gibb - I Just Want to Be Your Everything
  - Stephen Bishop - On and On
  - Leo Sayer - When I Need You
- 1979
  - Barry Manilow - Copacabana (At the Copa)
  - Gerry Rafferty - Baker Street
  - Gino Vannelli - I Just Wanna Stop
  - Jackson Browne - Running on Empty
  - Dan Hill - Sometimes When We Touch

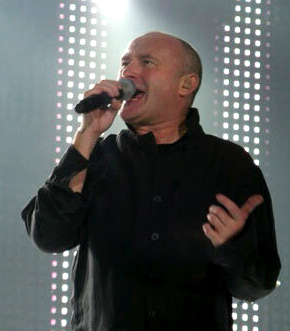
Phil Collins ha vinto 2 volte consecutivamente: nel 1985 e nel 1986

### Anni 1980
- 1980
  - Billy Joel - 52nd Street
  - Rod Stewart - Da Ya Think I'm Sexy?
  - Robert John - Sad Eyes
  - Kenny Rogers - She Believes in Me
  - James Taylor - Up on the Roof
- 1981
  - Kenny Loggins - This Is It
  - Christopher Cross - Christopher Cross
  - Kenny Rogers - Lady
  - Paul Simon - Late in the Evening
  - Frank Sinatra - Theme from New York, New York
- 1982
  - Al Jarreau - Breakin' Away
  - Christopher Cross - Arthur's Theme (Best That You Can Do)
  - John Lennon - Double Fantasy
  - James Ingram - Just Once
  - Bill Withers - Just the Two of Us
- 1983
  - Lionel Richie - Truly
  - Elton John - Blue Eyes
  - Donald Fagen - I.G.Y. (What a Beautiful World)
  - Michael McDonald - I Keep Forgettin' (Every Time You're Near)
  - Joe Jackson - Steppin' Out
  - Rick Springfield - Don't Talk to Strangers
- 1984
  - Michael Jackson - Thriller
  - Prince - 1999
  - Lionel Richie - All Night Long
  - Michael Sembello - Maniac
  - Billy Joel - Uptown Girl
- 1985
  - Phil Collins - Against All Odds (Take a Look at Me Now)
  - Kenny Loggins - Footloose
  - Lionel Richie - Hello
  - Stevie Wonder - I Just Called to Say I Love You
  - John Waite - Missing You
- 1986
  - Phil Collins - No Jacket Required
  - Sting - The Dream of the Blue Turtles
  - Paul Young - Every Time You Go Away
  - Glenn Frey - The Heat Is On
  - Stevie Wonder - Part-Time Lover
- 1987
  - Steve Winwood - Higher Love
  - Kenny Loggins - Danger Zone
  - Peter Cetera - Glory of Love
  - Paul Simon - Graceland
  - Michael McDonald - Sweet Freedom
- 1988
  - Sting - Bring on the Night
  - Michael Jackson - Bad
  - Bruce Springsteen - Brilliant Disguise
  - Elton John - Candle in the Wind (live 1986)
  - Al Jarreau - Moonlighting (theme)
- 1989
  - Bobby McFerrin - Don't Worry, Be Happy
  - Phil Collins - A Groovy Kind of Love
  - Sting - Be Still My Beating Heart
  - George Michael - Father Figure
  - Steve Winwood - Roll With It

### Anni 1990
- 1990

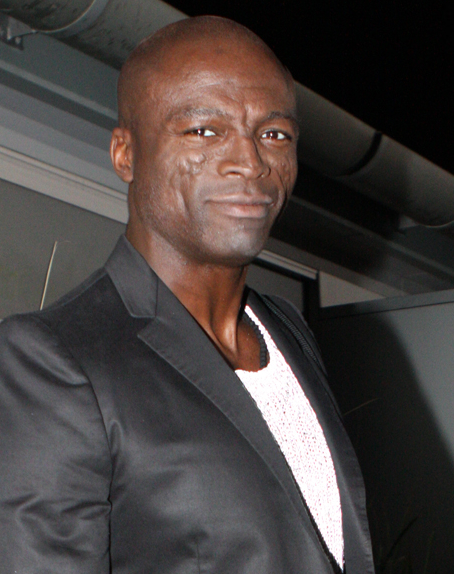
Seal ha ricevuto 11 candidature per questa categoria. Ha vinto il premio nel 1996

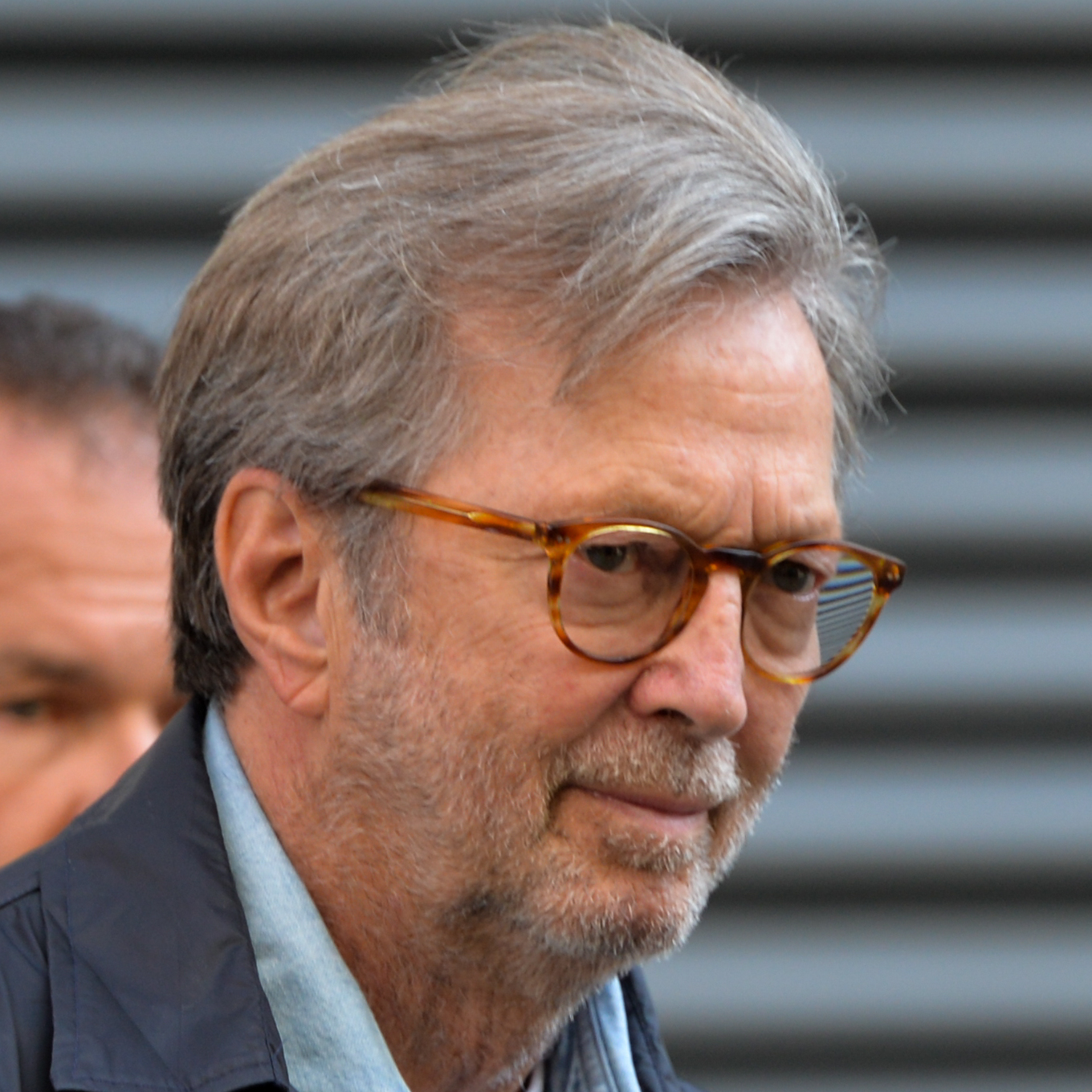
Eric Clapton ha vinto 3 volte in questa categoria

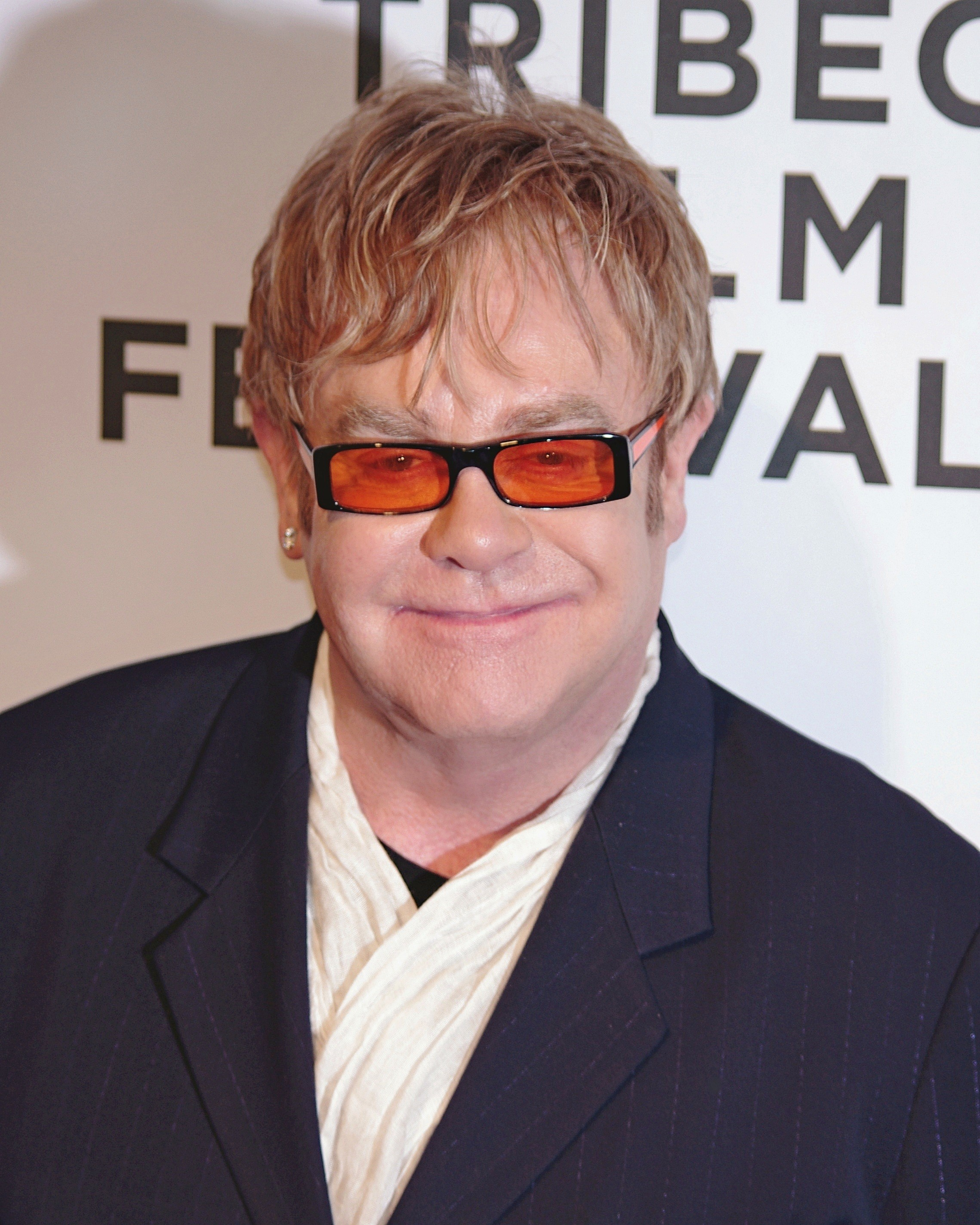
Elton John ha ricevuto un totale di 12 candidature per questa categoria, di cui 2 premi vinti

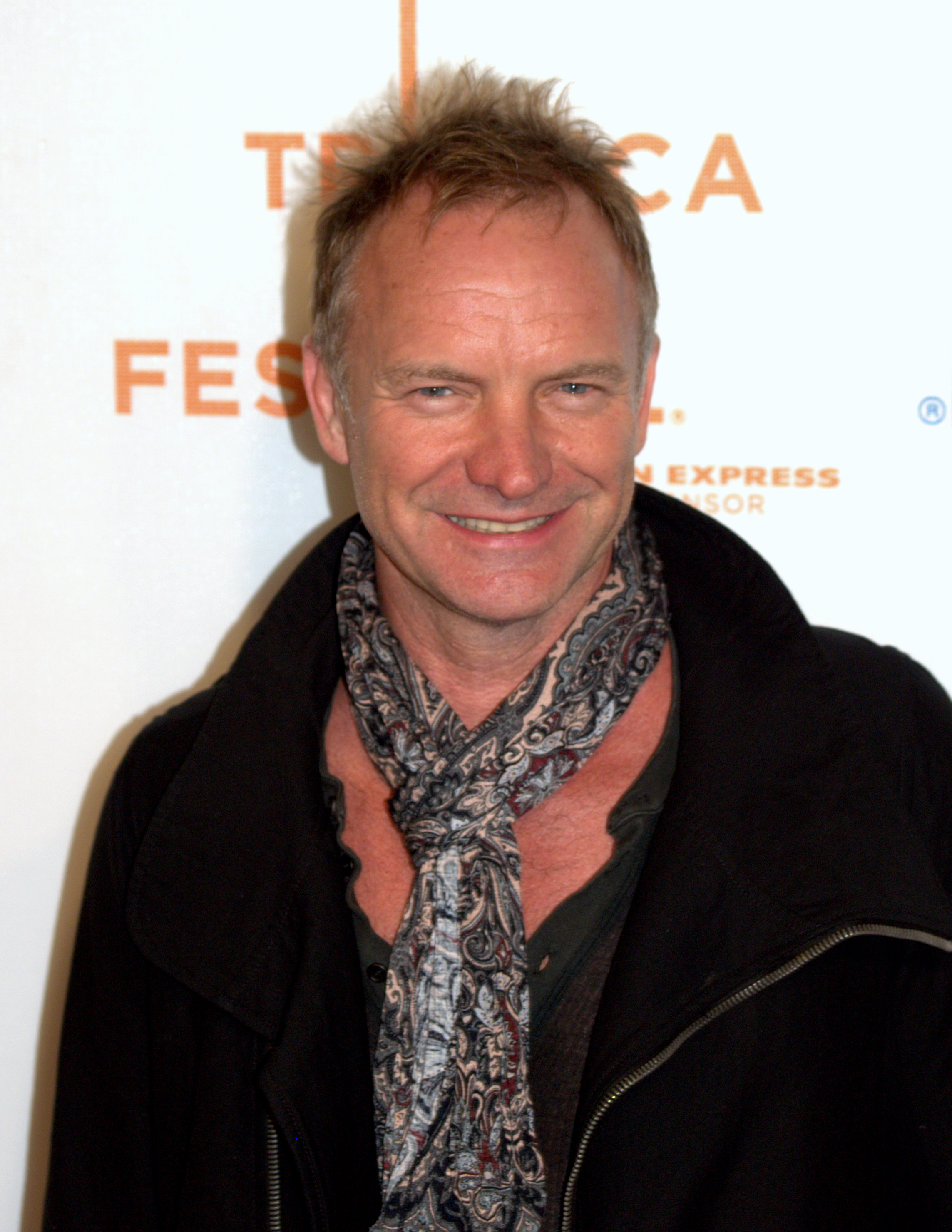
Sting ha ricevuto 11 candidature in questa categoria ed ha ricevuto 4 premi

  - Michael Bolton - How Am I Supposed to Live Without You
  - Billy Joel - We Didn't Start the Fire
  - Richard Marx - Right Here Waiting
  - Roy Orbison - You Got It
  - Prince - Batman
- 1991
  - Roy Orbison - Oh, Pretty Woman (live 1987)
  - Phil Collins - Another Day in Paradise
  - Michael Bolton - Georgia on My Mind
  - James Ingram - I Don't Have the Heart
  - Billy Joel - Storm Front
  - Rod Stewart - Downtown Train
- 1992
  - Michael Bolton - When a Man Loves a Woman
  - Bryan Adams - (Everything I Do) I Do It for You
  - Marc Cohn - Walking in Memphis
  - George Michael - Freedom! '90
  - Aaron Neville - Warm Your Heart
  - Seal - Crazy
- 1993
  - Eric Clapton - Tears in Heaven
  - Peter Gabriel - Us
  - Michael Jackson - Black or White
  - Elton John - The One
  - Lyle Lovett - Joshua Judges Ruth
- 1994
  - Sting - If I Ever Lose My Faith in You
  - Boy George - The Crying Game
  - Billy Joel - The River of Dreams
  - Aaron Neville - Don't Take Away My Heaven
  - Rod Stewart - Have I Told You Lately
- 1995
  - Elton John - Can You Feel the Love Tonight
  - Michael Bolton - Said I Loved You...But I Lied
  - Prince - The Most Beautiful Girl in the World
  - Seal - Prayer for the Dying
  - Luther Vandross - Love the One You're With
- 1996
  - Seal - Kiss from a Rose
  - Bryan Adams - Have You Ever Really Loved a Woman?
  - Michael Jackson - You Are Not Alone
  - Elton John - Believe
  - Sting - When We Dance
- 1997
  - Eric Clapton - Change the World
  - Bryan Adams - Let's Make a Night to Remember
  - John Mellencamp - Key West Intermezzo (I Saw You First)
  - Tony Rich Project - Nobody Knows
  - Sting - Let Your Soul Be Your Pilot
- 1998
  - Elton John - Candle in the Wind 1997
  - Babyface - Every Time I Close My Eyes
  - Maxwell - Whenever Wherever Whatever

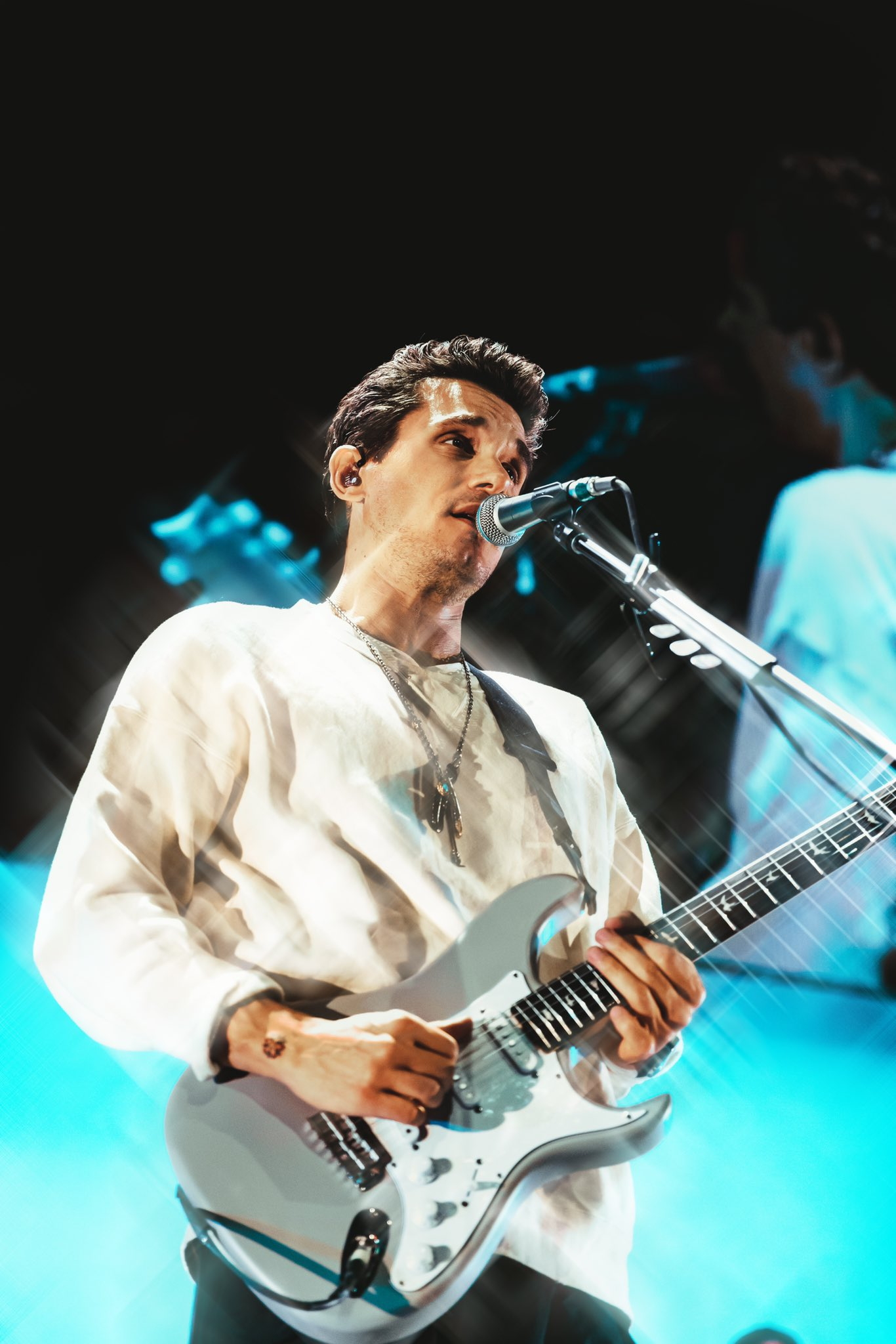
John Mayer ha vinto 4 premi in questa categoria

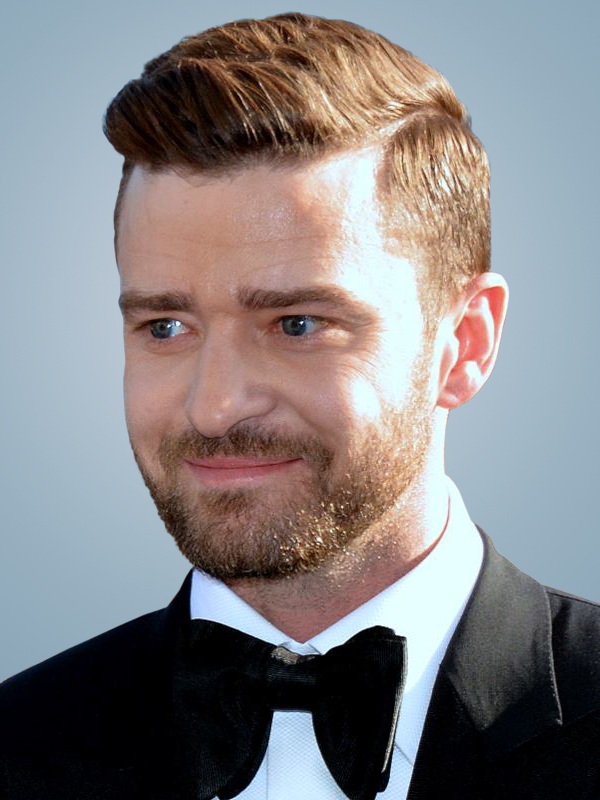
Justin Timberlake ha vinto 2 premi in questa categoria, nel 2004 e nel 2008

  - Seal - Fly Like an Eagle
  - Duncan Sheik - Barely Breathing
- 1999
  - Eric Clapton - My Father's Eyes
  - Eagle-Eye Cherry - Save Tonight
  - Brian McKnight - Anytime
  - Shawn Mullins - Lullaby
  - Sting - You Were Meant for Me

### Anni 2000
- 2000
  - Sting - Brand New Day
  - Marc Anthony - I Need to Know
  - Lou Bega - Mambo No. 5
  - Andrea Bocelli - Sogno
  - Ricky Martin - Livin' la Vida Loca
- 2001
  - Sting - She Walks This Earth
  - Marc Anthony - You Sang to Me
  - Don Henley - Taking You Home
  - Ricky Martin - She Bangs
  - Brian McKnight - 6, 8, 12
- 2002
  - James Taylor - Don't Let Me Be Lonely Tonight
  - Craig David - Fill Me In
  - Michael Jackson - You Rock My World
  - Elton John - I Want Love
  - Brian McKnight - Still
- 2003
  - John Mayer - Your Body Is a Wonderland
  - Craig David - 7 Days
  - Elton John - Original Sin
  - Sting - Fragile (live)
  - James Taylor - October Road
- 2004
  - Justin Timberlake - Cry Me a River
  - George Harrison - Any Road
  - Michael McDonald - Ain't No Mountain High Enough
  - Sting - Send Your Love
  - Warren Zevon - Keep Me in Your Heart
- 2005
  - John Mayer - Daughters
  - Elvis Costello - Let's Misbehave
  - Josh Groban - You Raise Me Up
  - Prince - Cinnamon Girl
  - Seal - Love's Divine
- 2006
  - Stevie Wonder - From the Bottom of My Heart
  - Jack Johnson - Sitting, Waiting, Wishing
  - Paul McCartney - Fine Line
  - Seal - Walk on By
  - Rob Thomas - Lonely No More
- 2007
  - John Mayer - Waiting on the World to Change
  - James Blunt - You're Beautiful
  - John Legend - Save Room
  - Paul McCartney - Jenny Wren
  - Daniel Powter - Bad Day
- 2008
  - Justin Timberlake - What Goes Around... Comes Around
  - Michael Bublé - Everything
  - John Mayer - Belief
  - Paul McCartney - Dance Tonight
  - Seal - Amazing
- 2009
  - John Mayer - Say
  - Kid Rock - All Summer Long
  - Paul McCartney - That Was Me
  - Jason Mraz - I'm Yours
  - Ne-Yo - Closer
  - James Taylor - Wichita Lineman

### Anni 2010
- 2010
  - Jason Mraz - Make It Mine
  - John Legend - This Time
  - Maxwell - Love You
  - Seal - If You Don't Know Me by Now
  - Stevie Wonder - All About the Love Again
- 2011
  - Bruno Mars - Just the Way You Are
  - Michael Bublé - Haven't Met You Yet
  - Michael Jackson - This Is It
  - Adam Lambert - Whataya Want from Me
  - John Mayer - Half of My Heart